# 정연우 (바둑 기사)
정연우(鄭娟宇, 1997년 5월 5일 ~ )는 대한민국의 바둑 기사이다.

## 약력
경기도 안산 출신의 정연우는 부모님의 권유로 9살에 바둑을 접했고, 2009년부터 한국기원 연구생으로 활동했다. 
2016년 입단대회를 통해 입단하였다. 조승아에 패해 고비가 있었으나, 이루비 선수를 이겨서 2위로 입단했다.
2016년 11월 말에 마지막 입단자로 입단했고 2019시즌 한국여자바둑리그에 하늘내린 팀원으로 지명되어 리그에 출전했다.
제24기 하림배 여자프로국수전 예선을 통과하였고 2019년도에는 국가대표팀으로 활동하였다.
2021시즌 한국여자바둑리그에 서귀포 칠십리 팀원으로 지명되어 리그에 출전했다.